# کریگ (مونتانا)
کریگ (به انگلیسی: Craig) یک محدوده ثبت‌نشده در شهرستان لویس و کلارک ایالت مونتانا کشور ایالات متحده آمریکا است که جمعیت آن در سرشماری سال ۲۰۱۰ میلادی، ۴۳ نفر بوده‌است.